# Guarda Especial de Brasília

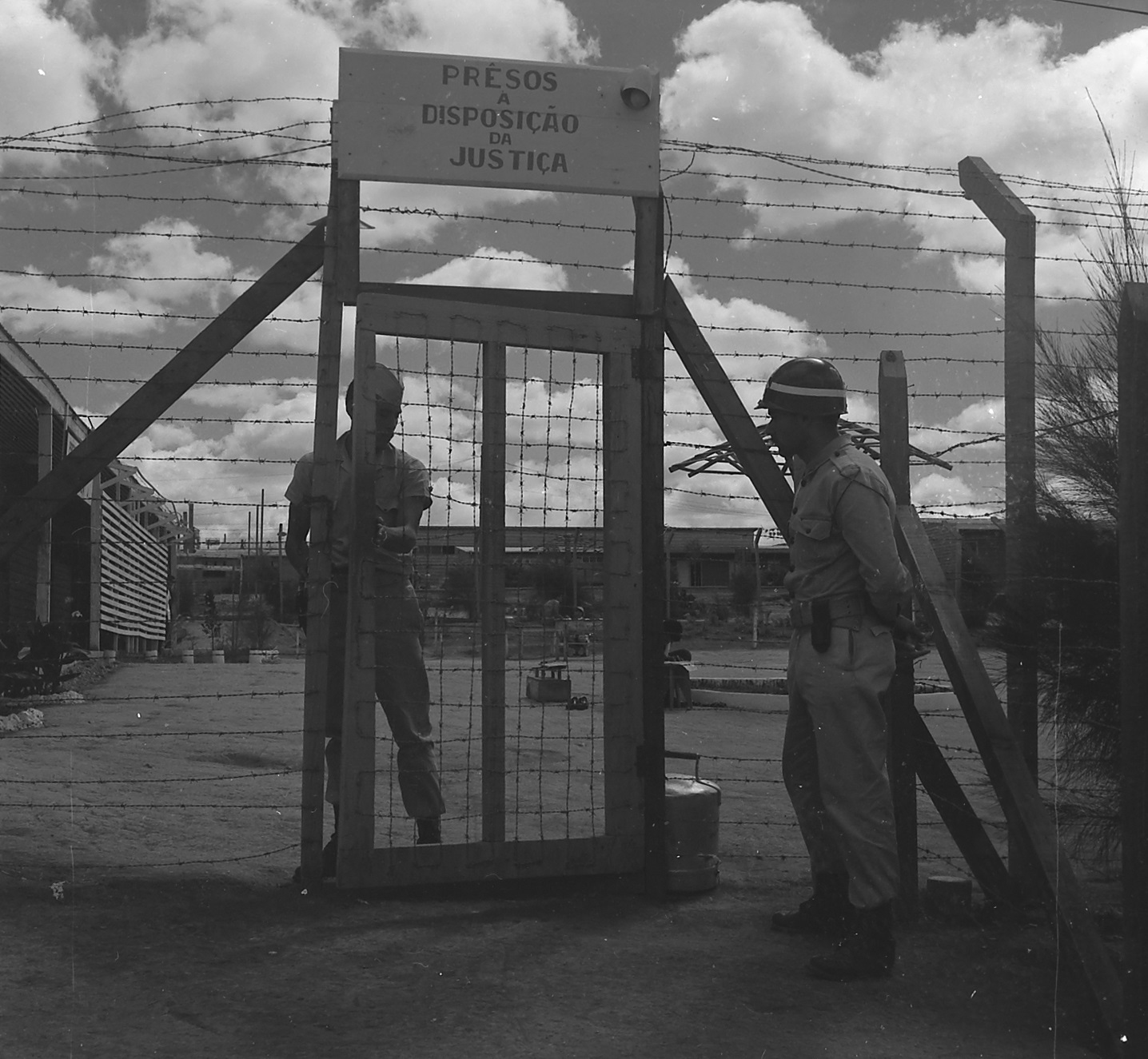
Guardas da GEB fazem a segurança da "Prisão e Depósito de presos" em Brasília - 1961

A Guarda Especial de Brasília (GEB) foi uma instituição de vigilância subordinado à Secretaria de Segurança Publica do Estado de Goiás, tendo suas despesas arcadas pela NOVACAP  (Companhia Urbanizadora da Nova Capital), responsável pela construção de Brasília. Era encarregada de supervisionar não somente as obras, mas as terras públicas do que viria ser a nova capital. Conhecida por ser truculenta e despreparada,  protagonizou o evento que viria ser conhecido como Massacre Pacheco Fernandes Dantas ou Massacre da GEB, em 1959.
Nesse período, a guarda era caracterizada pela sua arbitrariedade contra os operários atuantes na construção da futura capital. Inúmeros conflitos entre oficiais da guarda e trabalhadores eram relatados. As condições de trabalho eram extremamente precárias e as jornadas de trabalho beiravam o compulsório. A guarda tinha o papel de manter as obras em constante progresso para cumprir o curto prazo estipulado por políticos, legitimando uma atuação autoritária. No documentário Conterrâneos Velhos de Guerra, de Vladimir Carvalho, é explicitado, pelos próprios trabalhadores (candangos) em entrevistas, como eram as condições sanitárias e o que viveram nas mãos da GEB. . Sua vigência foi marcada por inúmeras denúncias sobre a forma violenta e abusiva de agir, inclusive publicadas em matérias de jornais.

"Jagunçada e prepotência em Brasilia. [...] A Novacap, encarregada de manter, inclusive, o policiamento da futura capital do país... está investindo na função de policial indivíduos completamente desprovidos de condições para tanto, analfabetos, pode afirmar-se, truculentos, e que estão cometendo uma série de arbitrariedades."    Jornal O Globo, 1958.

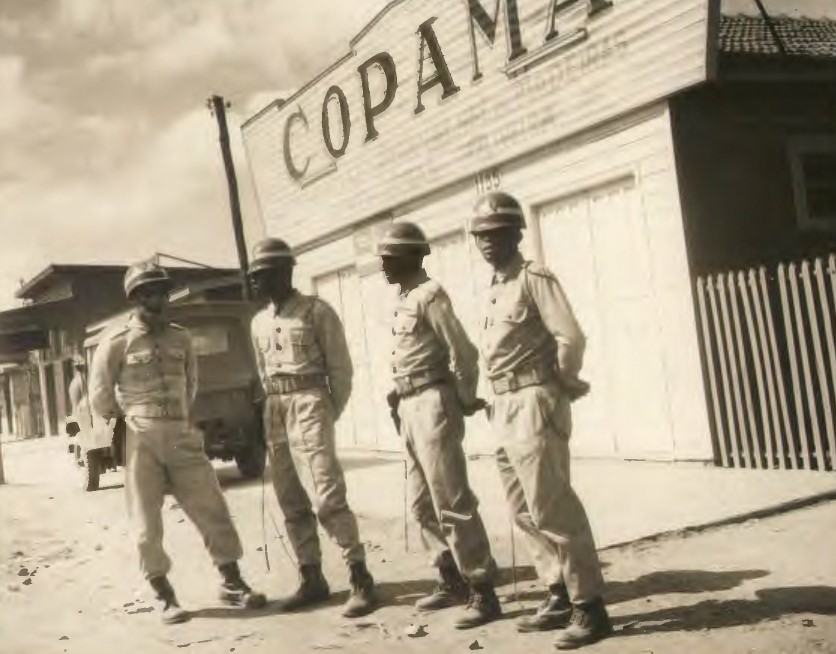
Guarda Especial de Brasília em ronda pela Cidade Livre

O despreparo pode ser explicado pelo fato da guarda ser composta por pessoas com baixa ou nenhuma instrução, policiais reformados e candangos das obras que preenchessem os requisitos, muitas das vezes, meramente físicos. A pouca exigência do processo seletivo se dava pela baixa escolaridade média entre os primeiros habitantes da capital, o que acarretou em uma instituição que beirava a milícia. Com o crescimento populacional e a pressa para o término das obras, a GEB ficou encarregada de estabelecer tanto a ordem quanto os prazos, e teve sua ação legitimada pelas empreiteiras responsáveis pela construção.
Efetivada a mudança da capital em 1960, da cidade do Rio de Janeiro para Brasília, o seu efetivo de vigilantes foi aproveitado para suprir os quadros de servidores do DFSP - Departamento Federal de Segurança Pública (atual Polícia Federal), já que os policiais da Polícia Civil do novo Estado da Guanabara não se interessaram em deixá-la, transferindo-se para o recém inaugurado Distrito Federal.
Nessa época passou a fazer o policiamento urbano, apoiando o Serviço de Polícia Metropolitana, encarregado das atribuições de polícia judiciária, responsável pelos distritos policiais e delegacias especializadas. Algumas vezes os guardas deixavam o uniforme para auxiliar nos serviços burocráticos dos distritos.
Em 21 de abril de 1960, data da inauguração de Brasília, a GEB contava com um efetivo de 418 homens que reforçaram o policiamento das festividades da sua inauguração, com uniformes emprestados da Aeronáutica, uma vez que os da Guarda não estavam apresentáveis. 
A partir dessa época passou a selecionar os guardas entre os reservistas das forças armadas e do CPOR, através de provas intelectuais (de nível primário) e de capacidade física. Criou uma tropa da choque denominada de Companhia de Serviços Especiais.
Durante a ditadura militar, iniciada em 1964, a GEB foi incorporada à Polícia Militar do Distrito Federal e a Guarda Municipal do Distrito Federal.

## O Massacre da GEB
Em meio a diversos conflitos entre oficiais da Guarda e operários das obras, por condições sanitárias e de trabalho, no carnaval de 1959 ocorre o ápice desses conflitos. Gustavo Lins (2008) sintetiza o ocorrido no alojamento da Construtora Pacheco Fernandes Dantas:
" Noite de Carnaval. Operários (três no máximo) chegam do trabalho para comer na cantina e não encontraram comida que deveria ter sido provida pela administração. Restos lhes é servido, comida de má qualidade. Irritam-se, ou um deles se irrita e arremessa o prato no encarregado da cozinha, no cantineiro ou no cozinheiro. Outros operários se solidarizam. Alguém (o agredido, um sargento, um engenheiro, o chefe de cozinha, o dono da cantina, "gente da alta") chama a polícia. A polícia enviada é pouca. Os operários não deixam seus companheiros serem presos. Um reforço de grande número de soldados chegam atirando. Grande tiroteio. A polícia não pergunta nada, já vai atirando contra os alojamentos. Mataram muita gente. Muitos morreram em sua cama. Outros são despertados violentamente e colocados em fila com as mãos na cabeça, espancados e humilhados. Não se sabe se morreram vinte, quarenta, oitenta, cento e quarenta. Mortos são transportados em caminhões basculhantes para uma vala no meio do cerrado. Não há divulgações do que realmente aconteceu. Em Brasília era duro. Tinha ordem, a GEB era pra isso mesmo. Não houve providências."
Pode-se entender o contexto da revolta uma vez que percebemos que esse tipo de ocorrência era rotineiro, e a má qualidade da comida somado a condições péssimas de vida acarretavam em revoltas.
"Os candangos eram amontoados em barracões de madeira onde dormiam entre 30 e 40 pessoas em camas tipo beliches disputando um lugar na horizontal e na vertical [...] Total falta de higiene, onde o candango era obrigado a travar uma luta corpo a corpo contra batalhões de baratas e percevejos [...] Passando pela cantina que mais parecia o caldeirão do Diabo, as surpresas para os candangos eram sempre renovadas: depois de uma longa espera em filas quilométricas, cansados e nervosos, a comida que recebiam, regra geral, era péssima e não mais se estranhava no cardápio diário a companhia assídua de pedra, barata e outros insetos". 
Há uma disputa no campo acadêmico sobre a memória do ocorrido, a versão oficial X memória dos trabalhadores. A preocupação em manter uma imagem imaculada da Capital da Esperança, como foi divulgada no início do projeto, fomenta a necessidade de esconder e desvalorizar a realidade vivida por trabalhadores esgotados, passando a ideia de que a construção da capital foi perfeita em todos os aspectos. É possível notar essa preocupação, por exemplo, nas notas oficiais soltadas em jornais.

"O fato isolado e único ocorrido durante os tês anos e meio da construção de Brasília decorreu de uma revolta de trabalhadores seguida de depredações dos alojamentos e repelida pela polícia. Da refrega, houve apenas um morto." Jornal Correio Braziliense,1994.
Após o ocorrido foi realizada uma denúncia judicial pelo promotor Antonio Ricardo de Nunes Leite. O promotor realizou a prisão de todos os soldados envolvidos no incidente e depois os liberou.
A necessidade de explicitar que o massacre foi um evento isolado e sem precedentes, reitera essa manutenção da memória e ainda passa a ideia de que trabalhadores simplesmente resolveram fazer baderna sem motivo e por tanto seriam responsáveis pelo ocorrido.

Entrevistas dadas por Oscar Niemayer e Lúcio Costa no documentário Conterrâneos Velhos de Guerra, mostra o descaso e a falta de responsabilidade para com os realizadores de seu projeto, os candangos.